# نظرية دوامة الذرة
كانت نظرية الدوامة للذرة محاولة من القرن التاسع عشر بواسطة ويليام طومسون (لاحقًا اللورد كلفن) لشرح سبب ظهور الذرات التي اكتشفها الكيميائيون مؤخرًا في عدد قليل من الأصناف ولكن بأعداد كبيرة جدًا. استنادًا إلى فكرة الدوامات المستقرة والمعقدة في الأثير، فشل النموذج في النهاية ولكنه ساهم بإرث رياضي مهم.